# Taraxacum (группа)
Taraxacum (с лат. — «Одуванчик») - немецкая музыкальная группа, образованная в 1999 году. Идея названия группы принадлежит Тобиасу Эккселю.

## История

### Основание, демозаписи
Музыкальный коллектив Taraxacum был образован в 1999 году Тобиасом "Эгги" Эккселем и Фрэнки Вольфом. Оба участники в своё время играли в Squealer, пока Вольф не покинул группу в 1995, а Экксель в 1998 году. Впоследствии музыканты любили собираться вдвоём и устраивать своеобразные джем-сейшены. Некоторое время участники играли и сочиняли музыку в своё удовольствие, а когда набралось определённое количество композиций для записи альбома, было решено собрать полноценную группу. Однако перед этим участники записали трёхпесенное инструментальное демо The One With the Ape, которое содержало лишь партии, ударных, бас-гитары и гитары. В дальнейшем Экксель отправился в турне вместе с Edguy, в ходе которого познакомился с вокалистом Steel Prophet Риком Митясином, который заинтересовался сторонним проектом и, к тому же, мог реализовать свои идеи, не воплощённые в составе его основной группы.
Так, вскоре в состав Taraxacum влился вокалист Рик Митясин, а затем и клавишник Ферди Дорнберг, который был старым приятелем Эккселя. Первая репетиция проекта состоялась по телефону, так как Митясин находился в Америке. В 2000 году вокалист смог прилететь в Германию, и Taraxacum записали четырёхпесенное демо Spirit of Freedom. Однако совместная работа группы и вокалиста Митясина вызывала определённые трудности: Рик жил в Лос-Анджелесе, а группа базировалась в Германии. Таким образом участникам приходилось переписываться с вокалистом и отсылать ему записанный mp3 материал с помощью интернета, а Рик, в свою очередь, присылал им тексты песен. Записанный материал позволил участникам заключить контракт с немецким лейблом Major MTM Music.

### Spirit of Freedom и Rainmaker
В конце 2000 года коллектив приступил к работе над дебютным альбомом, который получил такое же название как и демо-лента Spirit of Freedom. В качестве гостевого музыканта на релизе выступил барабанщик Edguy Феликс Бонке (исполнил партии ударных на композициях Blast Off и Think!), а микшированием альбома занимались Кай Хансен и Дирк Шляхтер из Gamma Ray. Дебютный альбом вышел в мае 2001 года на лейбле Major MTM Music и заслужил массу положительных отзывов от специализированных изданий, которые отмечали нетривиальность решений и разнообразие материала. В 2002 году вокалист Рик Митясин покидает свой основной проект Steel Prophet для того, чтобы полностью сосредоточиться на Taraxacum. Однако уже в сентябре этого же года он попадает в больницу со сложным переломом ноги, который он получил вследствие неудачной попытки исполнить стойку на руках на столике для пикников в парке.
В начале 2003 года проект приступил к записи второго альбома Rainmaker, предварительно пополнив состав гитаристом Дэнни Клуппом, что позволило команде весной дать свои первые концертные выступления. В августе вышел второй альбом группы Rainmaker, на запись которого из США в Германию приехал вокалист Рик Митясин и пробыл там где-то 3-4 месяца. По словам Тобиаса Эккселя, новый альбом получился более рок ориентированным, в то время как первый альбом Spirit of Freedom был более экспериментальным.

## Состав
- Тобиас "Эгги" Эксель (Tobias Exxel) - гитара
- Фрэнки Вольф (Franky Wolf) - ударник
- Рик Митясин (Rick Mythiasin) - вокал
- Ферди Дорнберг (Ferdy Doernberg) - клавишные
- Дэнни Клупп (Danny Klupp) - гитара
- Шакер Элмоса - бас

## Дискография
- 1999 — The One With the Ape (EP)
- 2000 — Spirit of Freedom (демо)
- 2001 — Spirit of Freedom
- 2003 — Rainmaker